# Кёниньциемс
Кёниня, Кёниньциемс (латыш. Ķoniņciems) — латвийская деревня в Турлавской волости Кулдигского края. Одна из семи вольных куршских деревень. Находится у региональной автодороги P112 (Кулдига — Айзпуте — Личи). Кониня была свободна от всяких податей и трудовых повинностей. В 1884 году стала юридически самостоятельной территорией («республикой»). Пожар в 1948 году практически полностью уничтожил деревню. По данным на 2005 год, в населённом пункте проживало 4 человека.

## Люди, связанные с деревней
- Мартиньш Пеникис — экс-командующий Национальными вооруженными силами Латвии.
- Андрей Пеникис — Куршский король